# Мдівані Марина Вікторівна
Марина Вікторівна Мдівані (груз. მარინა ვიქტორის ასული მდივანი; нар.. 6 жовтня 1936, Тбілісі) — грузинська піаністка. Дочка першого грузинського майстра з шахів Віктора Гоглідзе. Народна артистка Грузинської РСР (1976).

## Біографія
Закінчила музичну школу-десятирічку при Тбіліській консерваторії (1955) під керівництвом Євгенії Чернявської, потім Московську консерваторію і аспірантуру, де навчалася у Якова Мільштейна та Еміля Гілельса.
У 1957 році посіла друге місце на конкурсі молодих виконавців у рамках Фестивалю молоді і студентів у Москві. У 1960 році повинна була взяти участь у Конкурсі імені королеви Єлизавети в Брюсселі, але як стверджує офіційний сайт піаністки, виїзд для участі в конкурсі був їй заборонений з політичних мотивів. У 1961 році виграла Міжнародний конкурс піаністів імені Маргарити Лонг у Парижі.
У 1962 році на Міжнародному конкурсі імені Петра Чайковського в Москві удостоєна четвертої премії. У 1963 році дебютувала у нью-йоркському Карнегі-холі (продюсером північноамериканських гастролей Мдівані виступив Сол Юрок); рецензент «Нью-Йорк Таймс» оцінив концерт як блискучий, а саму Мдівані — як виконавицю із задатками великого піаніста (англ. she has the stuff of a great pianist).
У наступні роки гастролювала по всьому світу (США, Канада, Франція, Німеччина, Туреччина, Фінляндія, Чехословаччина, Угорщина, Марокко, Чилі, Перу, Ямайка, Мексика). 24 січня 1986 року у Великому залі Московської консерваторії виконала в одній програмі п'ять фортепіанних концертів Сергія Прокоф'єва. Багато близькі люди великого композитора спеціально прибули на цей концерт з різних країн.
З 1991 року живе і працює в Канаді, професор Університету Макгілла. Преса оцінила як досить успішну її роботу з молодим канадським піаністом Джеремі Томпсоном. Співпрацює також з Благодійним фондом Володимира Співакова, допомагає молодим грузинським музикантам.
Репертуар Марини Мдівані включає широке коло творів, від Йоганна Себастьяна Баха до Пауля Гіндеміта і Альфреда Шнітке. Марині Мдівані присвячена рання Чакона для фортепіано (1963) Софії Губайдуліної, Мдівані ж вперше виконала її 13 березня 1966 року.

## Дискографія
Серед записів Мдівані — Перший концерт Петра Чайковського з оркестром Колонна під управлінням П'єра Дерво (1962), Третій концерт Сергія Прокоф'єва (1963, диригент Геннадій Рождественський), Перший концерт Отара Тактакішвілі (1968, диригував автор) тощо.